# Praesolenobia clathrella
Praesolenobia clathrella is een vlinder uit de familie zakjesdragers (Psychidae). De wetenschappelijke naam van deze soort is voor het eerst geldig gepubliceerd in 1837 door Fischer v. Roslerstamm.
De soort komt voor in Europa.